# 新教伦理
新教伦理（全称基督新教工作伦理）是一个关于西方基督教新教的社会和经济理论的概念。它基于加尔文主义的看法，即强调努力工作是一个人的使命，世俗的成功可以作为个人超度的一个标志。新教徒在马丁·路德的时代开始重新定义世俗的工作，将它作为不仅有益于个人而且有益于整个社会的一种责任。因此将天主教对于工作的概念，转而认为勤奋地工作是一种光荣的标志。
新教伦理的概念最早由马克斯·韦伯在《新教倫理與資本主義精神》中提出。韦伯认为，新教伦理是资本主义发展的条件，是国家繁荣的基石。这种观点认为，基督新教徒比天主教徒更注重实效工作，例如，和新教占主导的地区（包括北欧、德国、英国、美国、加拿大等）相比，天主教占主导的地区（包括意大利、法国、葡萄牙、西班牙、拉丁美洲等）的人们对待工作更加懒散。

## 批判
義大利北部地方、巴伐利亞、萊茵河地區、西班牙和法國等地資本主義經濟的發展，經常被看作資本主義發展單一因素決定論的反例，包括地理的、政治的或者其它單一因素的決定論，也包括基督新教倫理決定經濟發展的理論。一般認為歷史上歐洲資本主義發展的推動力在於財產權的加強、交易成本的降低、封建主義的衰落和瓦解等。
日本、亞洲四小龍（香港、臺灣、新加坡和南韓）以及後來的中國大陸等地在經濟上取得了繁榮，而這些地區是具有儒家價值觀的社會，鄭伯壎將儒家化價值觀整理出五種不同的文化特性：家族主義、謙讓守分、上下有序、團結和諧、克難刻苦。鄭伯壎更進而指出，華人企業組織的運作原則必須同時兼顧關係、忠誠、才能這三個不同向度，與西方企業以才能為最主要考量有所不同，這種多重考量的性格發展出華人企業文化的一些特色來。儒家可以是宗教、道德、倫理、哲學、生活規範、價值系統等不同要項，但是，最重要的是，儒家社會中，它是「文化」，是一種傳統態度和價值的延續，至今仍或多或少支配著人們思想、行為的一套模式。東亞地區的成功，和基督教沒有關係。馬克斯·韋伯關於基督新教倫理和經濟發展的理論和這一事實相悖。
當代來自解構主義或無政府主義等對基督新教理論的批判則認為為增加世俗財富的工作是神聖的或高貴的追求的假設本身並不成立。一些作家如亨利·戴维·梭罗和塞缪尔·约翰逊等人為新潮人群、懶散者、批判基督新教理論提供了學術基礎。